# チョバム・アーマー
チョバム・アーマー（Chobham armour）は1960年代に開発された複合装甲の一種。
その名前は、イギリスの戦車研究所があるイングランドサリー州の町チョバム・コモンの地名に由来する。当初は俗称で、現在ではセラミック製の装甲を持つ車両の代名詞ともなっている。かつてはバーリントン、ドーチェスターといった他の呼称も存在した。 
チョバム・アーマーの詳細は今でも公開されていない。ただし、セラミックタイルが金属製のマトリックスと呼ばれるケースに収められ、保持板と何層もの樹脂によって接着されているという構造は明らかになっている。セラミックの高い硬度により、高性能対戦車榴弾(HEAT)等の成形炸薬弾や運動エネルギー弾に対しては高い防御効果があるとされる。
チョバム・アーマーはイギリスのFV4211の開発に際して発明され、最初に実装されたのはアメリカのM1エイブラムスである。現在までにチョバム・アーマーを装備していることが公表されている戦車はM1エイブラムス、チャレンジャー1/2だけである。

## 防御性能
装甲に使われているセラミックの硬度が著しく高いため、成形炸薬弾頭や運動エネルギー弾(KE-penetrators)に対しては優れた防御効果を持つ。セラミックは（たとえ粉々になっても）貫通弾を阻止する高い能力を持っている。

## 構造
セラミックタイルは複数着弾に対する問題を抱えており、連続的な衝撃に対しては防御力が急速に低下してしまう。防御力の低下を最小に抑えるためには、タイルは可能な限り小さいことが望ましいが、タイルを格納するマトリックスには実用性の観点から1インチ（25mm）程度の厚みは最低限必要である。また、タイルによってカバーされる領域も直径4インチ（10cm）以下となると実用的観点から不便である。マトリックスに格納された六角あるいは正方形のタイルは、加熱したマトリックスに等圧的に押し込むか、またはエポキシ接着剤で固定されている。なお、タイルを等圧的にマトリックスの中に押し込めておく方法は、接着材を使う方法と比べ、運動エネルギー弾に対する防御効果が著しく高いことが90年代の初頭に判明している。
マトリックスは保持板によって支持されるが、これにはセラミックタイルを裏側から支える機能だけでなく、衝撃によるマトリックスの変形を防ぐという機能もある 。保持板の質量は、典型的には複合装甲の質量全体の半分程度を占める。
セラミックタイルでは傾斜装甲による優位性はない、むしろ一発の着弾で多くのタイルが割れる。そのため割れが伝播しないようにあらかじめ分割されている。

### 素材
多くの複合材が長年開発されてきたが鉄と同重量で約5倍の耐性があるとされる。炭化ホウ素、窒化ホウ素、炭化シリコン、窒化ケイ素、窒化チタン、炭窒化チタン、炭化チタン、酸化アルミ(コランダムかアルミナ)、コーディエライト、酸窒化アルミ、アルミ-マグネシウム合金、酸化ベリリウム、ホウ化チタン、炭化タングステン、一窒化二タングステン、ホウ化ジルコニウム、ジルコニア、ジルコニア複合材料、合成ダイヤモンドなどが使用される
。

## 参考資料
- Hull, Andrew W; Markov, David R. and Zaloga, Steven J. (2000). Soviet/Russian Armor and Artillery Design Practices: 1945 to Present. Darlington Productions, Darlington
- Zaloga, Steve (1993). M1 Abrams Main Battle Tank 1982-1992. Osprey Publishing Ltd., London
- Clancy, Tom (1994). Armored Cav — a guided Tour of an Armored Cavalry Regiment. Berkley Books, New York

### より詳しい文献
- Jeffrey J. Swab (Editor), Dongming Zhu (General Editor), Waltraud M. Kriven (General Editor); Advances in Ceramic Armor: A Collection of Papers Presented at the 29th International Conference on Advanced Ceramics and Composites, January 23-28, 2005, Cocoa Beach, Florida, Ceramic Engineering and Science Proceedings, Volume 26, Number 7; ISBN 1-57498-237-0